# Боїл
Бої́л (болг. Боил) — село в Силістринській області Болгарії. Входить до складу общини Дулово.

## Населення
За даними перепису населення 2011 року у селі проживали 902 особи.
Національний склад населення села:
| Національність   | Кількість осіб | Відсоток |
| ---------------- | -------------- | -------- |
| турки            | 720            | 90,6%    |
| цигани           | 64             | 8,1%     |
| болгари          | 6              | 0,8%     |
| інша             | 0              | 0%       |
| не визначились   | 5              | 0,6%     |
| Всього відповіли | 795            |          |

Розподіл населення за віком у 2011 році:
Динаміка населення: